# Prva dalmatinsko-hrvatska-slavonska gospodarska izložba
Prva dalmatinsko-hrvatska-slavonska gospodarska izložba održana je u Zagrebu od kolovoza do listopada 1864. godine.

## Zamisao izložbe
Još 1855. Ljudevit Vukotinović, iznio je ideju da bi bilo poželjno u cilju poticanja hrvatskog gospodarstva organizirati veliku gospodarsku izložbu. No tada to nije bilo moguće, ali kako se 1862. Zagrebu približila željeznička pruga ( Zidani Most - Zagreb ), a te iste godine je 34 hrvatskih izlagača je otišlo izlagati na treću međunarodnu izložbu u London, ideja je sazrila.
Po povratku iz Londona, ovi izlagači su u suradnji s Trgovačko-obrtničkom komorom iz Zagreba počeli raditi na organizaciji Prve gospodarske izložbe, uz stručnu pomoć komorskog tajnika Josipa Ferde Devidea, kao i potrebnu financijsku pomoć hrvatskog kancelara Ivana Mažuranića.
Sve nadležne institucije u zemlji, a i sama banska vlada prihvatile su prijedlog i osnovan je središnji odbor, na čelu s grofom Miroslavom Kulmerom. Odbor je dobio tražena novčana sredstva, a grad mu je i ustupio zgradu koja je bila namijenjena za Zemaljsku bolnicu (današnja zgrada Rektorata Sveučilišta na Trgu Republike Hrvatske, Zagreb) i prostor na novosnovanom Sajmišnom trgu (prostor današnjega Hrvatskoga narodnoga kazališta).
- Izložbu je svečano otvorio ban Josip Šokčević 18. kolovoza 1864.,[1] a zatvorio Ivan Mažuranić 15. listopada 1864.[2]
- Na izložbi je sudjelovalo 3 865 izlagača iz svih hrvatskih krajeva, kao i iz ostalih dijelova Habsburške monarhije.
- Na izložbi su bile zastupljene sve grane ondašnjeg gospodarstva; voće i povrće, stoka, strojevi, obrtnička roba, vina i pića, tekstilna roba, znanost i umjetnost ( knjige i slike) te rukotvorine.

## Nagrađeni izlagači
- Ivan Standl (srebrna kolajna)[3]

## Vanjske poveznice
- Vinkovci.hr: Povijest grada Vinkovaca  Arhivirana inačica izvorne stranice od 13. kolovoza 2016. (Wayback Machine)